# Куокуйский наслег
Куокуйский наслег (якут. Куокуй нэһилиэк) — сельское поселение в центральной части Кобяйском улусе Республики Саха (Якутия), на левом берегу р. Лены. Административный центр — село Аргас (образовано в 1934 году), расположенное в 60 км от улусного центра п. Сангар. В состав наслега также входит село Кальвица (образовано в 1931 году).

## История
Куокуйская волость в первый раз помечена в ясачной книге Парфёна Ходырева от 1639—1640 гг, с 1771 года входит в состав Средневилюйского улуса. Первый известный князец (староста) — Каракан Турахов (Василий Турах). По данным переписи 1917 года в Куокуйском наслеге имелось четыре рода: Гуляевский (31 хозяйство), Салхейский (13 хозяйств), Борогонский (20 хозяйств), Бердигестяхский (27 хозяйств).

## География
Куокуйский наслег расположен на плоскогорье между реками Лена и Вилюй, имеет резко континентальный климат, продолжительную холодную зиму и короткое жаркое лето. В наслеге множество мелких рек, ручьев и озёр. Территория наслега представляет собой плоскогорье с лугами. Лесной массив наслега, в основном, состоит из лиственницы даурской.

## Население
| 2002 | 2010 | 2011 | 2012 | 2013 | 2014 | 2015 |
| ---- | ---- | ---- | ---- | ---- | ---- | ---- |
| 793  | ↗828 | ↘825 | ↘804 | ↘782 | ↘766 | ↗767 |
| 2016 | 2017 | 2018 | 2019 | 2020 | 2021 |      |
| ↗772 | ↘768 | ↘765 | ↘752 | ↘744 | →744 |      |

По данным Всероссийской переписи населения 2010 года численность всего населения Куокуйского наслега составило 828 человек, из них в селе Аргас проживало 639 человек, а в селе Кальвица — 189 человек.

## Инфраструктура
Транспортное сообщение осуществляется по сезонным автомобильным дорогам (автозимники), а также речными и воздушными судами, электроснабжение посредством местной ДЭС.

## Экономика
Основу хозяйственной деятельности наслега составляет сельское хозяйство: развиты мясо-молочное скотоводство, коневодство и выращивание овощных культур, в особенности картофеля. В наслеге имеются 3 сельскохозяйственных потребительских кооператива, 7 крестьянских хозяйств, работают около 30 индивидуальных предпринимателей.
В 2015 году в Куокуйском наслеге введен полный запрет продажи алкогольной продукции.